# Gere Dénes
Gere Dénes (Mátészalka, 1982. június 30. –) magyar színész.

## Életpályája
1982-ben született Mátészalkán. A helyi 5. számú Általános Iskolában tanult. A debreceni Ady Endre Gimnázium drámatagozatán érettségizett. A Kaposvári Egyetem színész szakán diplomázott 2007-ben. 2007-2012 között a veszprémi Petőfi Színház tagja volt.  Később játszott a Vígszínházban, a kecskeméti Katona József Színházban és a Spirit Színházban.

## Fontosabb színházi szerepei
- Kéretik elégetni – Spirit Színház
- Hamlet – Let That Motherf*cker Burn – Bemutató 2016. február 5. Bethlen Téri Színház
- Furcsa pár – Női változat  – Bemutató 2017. január 6. Spirit Színház
- Julius Caesar – Bemutató 2014. december 6. Vígszínház
- Az álomkommandó – Bemutató 2013. október 26. Pesti Színház
- A hetvenkedő katona – Bemutató 2013. március 10. Pesti Színház
- Kokkola – Bemutató 2013. augusztus 2. Zsámbéki Színházi és Művészeti Bázis
- A zöld kilences – Bemutató 2012. december 1. Vígszínház
- Príma környék – Bemutató 2012. október 12. Pesti Színház
- Wojcek – Bemutató 2011. november 19. Veszprémi Petőfi Színház
- Utazás az éjszakába – Bemutató 2011. január 29. Veszprémi Petőfi Színház
- Rómeó és Júlia – Bemutató 2011. április 4. Vígszínház
- Lenni vagy nem lenni – Bemutató 2011. október 7. Vígszínház
- Koldusopera – Bemutató 2011. szeptember 16. Veszprémi Petőfi Színház
- Jeanne D’arc – Bemutató 2011. február 26. Veszprémi Petőfi Színház
- Chioggiai csetepaté – Bemutató 2011. december 9. Veszprémi Petőfi Színház
- A bugyogó – Bemutató 2010. február 19. Veszprémi Petőfi Színház
- Szentivánéji álom – Bemutató 2010. november 26. Veszprémi Petőfi Színház
- Páratlan páros – Bemutató 2010. október 24. Veszprémi Petőfi Színház
- A Noszty fiú esete Tóth Marival – Bemutató 2010. október 15. Veszprémi Petőfi Színház
- Régimódi történet – Bemutató 2009. szeptember 25. Veszprémi Petőfi Színház
- Delila – (Molnár Ferenc) Veszprémi Petőfi Színház
- Pillantás a hídról – Bemutató 2009. december 18. Veszprémi Petőfi Színház
- Kakukkfészek  – Bemutató 2009. február 13. Veszprémi Petőfi Színház
- Moliere – Bemutató 2008. november 14. Veszprémi Petőfi Színház
- Cseresznyéskert  – Bemutató 2008. február 1. Veszprémi Petőfi Színház
- Angyalok a tetőn  – Bemutató 2008. június 15. Veszprémi Petőfi Színház
- Rómeó és Júlia  – Bemutató 2007. október 26. Veszprémi Petőfi Színház
- Koldusopera – Bemutató 2007. február 16. Csiky Gergely Színház

## Filmes és televíziós szerepei
- Pokoli rokonok (2025) … Ittas vendég
- Gólkirályság (2024) … MLSZ vezető
- Mellékhatás (2023) … Boldizsár
- Drága örökösök – A visszatérés (2022-2024) Milán
- Hotel Margaret (2022) … Borász
- Shadow and Bone (2021)
- Keresztanyu (2021–2022) … Mentőorvos
- Oltári történetek (2021) … Kovács Patrik
- Barátok közt (2021) ... Stark Bálint
- Drága örökösök (2020) ...Milán
- Mintaapák (2020, 2021) ...Gábor, Roland
- Jófiúk (2019) ...Lakó
- Oltári csajok (2018) ...Bukméker
- Berlini küldetés (2018) ...Turista
- Jóban Rosszban (2014-2015) ...Molnár Dénes